# Romerska dödsföreställningar
Under Romarrikets historia genomgick dess religion flera omfattande förändringar. Vid kejsartidens början hade den redan påverkats kraftigt av religiösa och mytologiska inflytanden från provinserna, främst i form av grekisk mytologi och hellenistiska mysteriekulter. Denna artikel behandlar i första hand romerska föreställningar om döden fram till denna tidpunkt.
Frågan om romarnas dödsföreställningar vid slutet av den republikanska tiden ter sig motsägelsefull för många religionshistoriker. Flera uppfattningar tycks ha existerat samtidigt. Detta kan ses som ett resultat av att de stod under inflytande från ett antal olika andra kulturer . Det kan också tolkas som att de haft synkretistisk karaktär sedan långt tillbaka. 

## Dödsföreställningar i äldre tid
Inga säkra belägg finns för att romarna i äldre tid (kungatid och tidigrepublikansk tid) hade tydliga föreställningar om ett dödsrike. Snarare fanns föreställningar om att förfädernas andar förblev närvarande i vardagen. Även tron på gengångare tycks ha varit allmän i äldre tid. Förfäderskult var en allmänt utbredd sedvänja. 
Förfäderna firades vid årliga högtider, däribland feralia (13-21 februari) och lemuria (9, 11 och 13 maj) Under feralian besökte man gravplatserna, smyckade dem och offrade mat till de döda (jfr moderna ritualer i det katolska Latinamerika). Under lemuria besöktes de levande i stället av de döda. Också dessa dagar hölls fester där de döda antogs delta i måltiderna.

## Grekiska och etruskiska inflytanden
Andra folk i medelhavsområdet hade åtminstone i sin mytologi tydligare föreställningar om ett dödsrike och det är troligt att romarna påverkats kraftigt av framför allt grekerna och etruskerna. Grekernas dödsföreställningar sådana de förevigats av den grekiska mytologin handlar om en monoton skuggtillvaro i Hades. 
Etruskerna stod under kraftig påverkan från grekerna men såg av allt att döma ljusare på framtiden. Scener från etruskiska gravar visar visserligen på döden som en obehaglig händelse då själen hämtas av en demon vid namn Charun (jfr grekernas Charon, dödens färjkarl) som med våld släpar iväg människan mot hennes nya tillvaro. Väl där välkomnas den döde etrusken emellertid av sina förfäder till en tillvaro bestående av evigt festande. Denna föreställning är således mer lik de paradisiska föreställningarna i till exempel senare tiders asatro, eller i hellenismens Elyseum. Etruskernas dödsföreställningar är också, liksom den romerska, mer familjebunden än den grekiska, något som kan ha ett samband med ättesamhällets längre överlevnad i Italien.

## Begravningar
De romerska begravningarna färgades av principen om dödens orenhet; liket är orent, begravningsgästerna orena liksom den dödes hus. Omfattande reningsceremonier måste följaktligen vidtagas efteråt. Detta skulle kunna tolkas som ett tecken på negativa dödsföreställningar. Principen är samtidigt i det närmaste universell. Det romerska gravskicket i äldsta tid var jordbegravningar där den döde fick med sig vissa av sina ägodelar. 
Denna begravningsform förekom fortfarande mot slutet av republiken men hade börjat ersättas av kremering och gravbål. Övergången behöver emellertid inte tillskrivas religiösa orsaker. En annan förklaring är att risken för gravskändning ökade vid begravning i främmande land (vanligt, i synnerhet under fälttågen).
Diktatorn Sulla blev den förste i den mäktiga corneliska ätten som kremerades. Detta har i klassisk historieskrivning ofta förklarats med att han misstänkte sina fiender för att vilja vanhelga hans grav.